# 上观乡
上观乡，是中华人民共和国河南省洛陽市宜阳县下辖的一个乡镇级行政单位。

## 行政区划
上观乡下辖以下地区：
上观村、杏树洼村、梨树沟村、西王沟村、三合坪村、好贤沟村、柱顶石村和三岔沟村。